# Monstrueusement vôtre
Monstrueusement vôtre (titre original : A Memory of Murder) est un recueil de nouvelles appartenant au genre policier de l'auteur américain Ray Bradbury publié pour la première fois aux États-Unis en 1984 chez Dell Publishing.
Il paraît en France en 1990 aux éditions Christian Bourgois. Il est réédité l'année suivante chez UGE dans la collection 10/18.

## Contenu
1. Hammett ? Chandler ? Allons, pas d'affolement ! (Hammett? Chandler? Not to Worry !)
Introduction de l'auteur
2. Je ne suis pas si bête (I'm Not so Dumb !)
première publication dans Detective Tales, 1945
3. On n'est jamais trop prudent (A Careful Man Dies)
première publication dans New Detective, 1946
4. Ça me brûle (It Burns me Up !)
première publication dans Dime Mystery Magazine, 1944
5. Qui parle d'homicide ? (Half-Pint Homicide)
première publication dans Detective Tales, 1944
6. Jamais trois sans quatre (Four-Way Funeral)
première publication dans Detective Tales, 1944
7. Une longue nuit d'octobre (The Long Night)
première publication dans New Detective, 1944
8. Monstrueusement vôtre (Corpse Carnival)
première publication dans Dime Mystery Magazine, 1945, sous le pseudonyme de D.R. Banat
9. Une demi-heure d'enfer (Hell's Half Hour)
première publication dans New Detective, 1945
10. Pour sauver son ménage (The Long Way Home)
première publication dans Dime Mystery Magazine, 1945
11. Un cercueil de rêve (Wake for the Living)
première publication dans Dime Mystery Magazine, 1947
12. La Dame de la malle (The Trunk Lady)
première publication dans Detective Tales, 1944
13. Hier, j'étais vivante (Yesterday I Lived !)
première publication dans Flynn's Detective Fiction, 1944
14. La Cathédrale au fond de la mer (Dead Men Rise Up Never)
première publication dans Dime Mystery Magazine, 1945
15. Le Crâne en sucre d'orge (The Candy Skull)
première publication dans Dime Mystery Magazine, 1948